# Вош, Йоша
Йоша Вош (нем. Joscha Wosz; родился 20 июля 2002, Галле, Германия) — немецкий футболист, полузащитник клуба «Ферль».

## Клубная карьера
Йоша является уроженцем города Галле земли Саксония-Анхальт. Заниматься футболом начинал в местной команде под названием «Галлешер». В 2015 году перешёл в академию «РБ Лейпциг». 3 октября 2020 года игрок дебютировал в Бундеслиге, выйдя на замену на 83-й минуте вместо Анхелиньо в поединке против «Шальке 04». В декабре 2020 года подписал профессиональный контракт с «РБ Лейпциг» до 2024 года. В январе 2022 года на правах аренды перешел в «Галлешер» до конца сезона 2021/22. Дебютировал за клуб 22 января в матче Третьей лиге против «Айнтрахт» (Брауншвейг).
29 августа 2022 года перешел в клуб Третьей лиги «Ферль». 12 сентября дебютировал в матче против «Меппен», заменив Тома Баака на 80-й минуте и на 86-й минете забил свой первый гол в профессиональном футболе.

## Международная карьера
В 2018 году игрок провёл две встречи за юношескую сборную Германии.

## Семья
Йоша является племянником бывшего игрока сборных ГДР и Германии Дариуша Воша.